# Iwaszky (obwód połtawski)
Iwaszky (ukr. Івашки) – wieś na Ukrainie, w obwodzie połtawskim, w rejonie połtawskim, w hromadzie Połtawa. W 2001 liczyła 672 mieszkańców, spośród których 631 wskazało jako ojczysty język ukraiński, 37 rosyjski, 1 mołdawski, 1 bułgarski, 1 białoruski, a 1 inny.